# (11152) Оминэ
(11152) Ооминэ (лат. Oomine) — астероид, относящийся к группе астероидов, пересекающих орбиту Марса. Он был открыт 25 декабря 1997 года японским астрономом Такао Кобаяси в обсерватории Оидзуми и назван в честь священной горы Оминэ в префектуре Нара в Японии.

Орбита астероида Ооминэ и его положение в Солнечной системе